# 제바스티안 블롬베르크

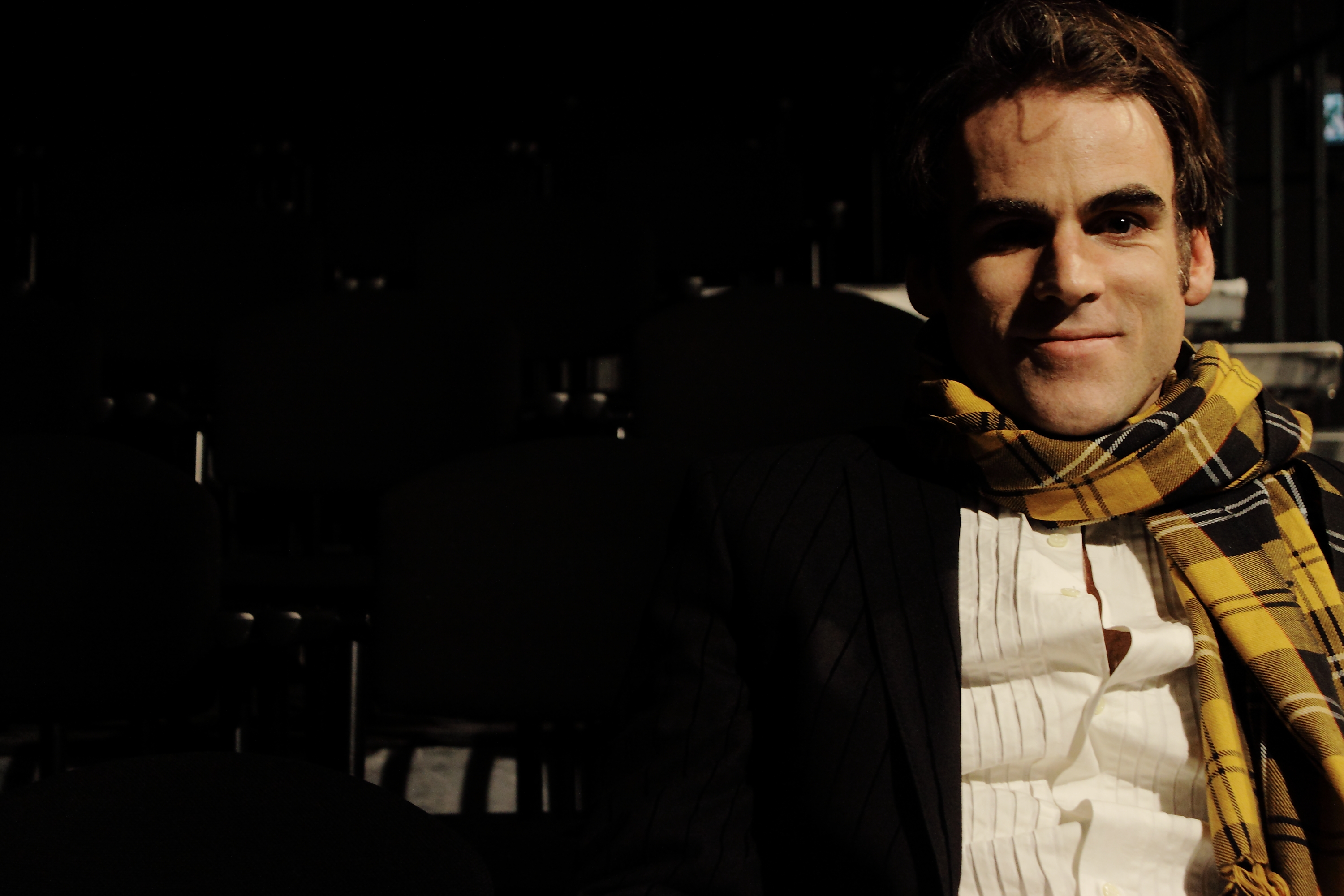

제바스티안 블롬베르크(독일어: Sebastian Blomberg, 1972년 5월 24일 ~ )는 독일의 배우이다.
베르기슈글라트바흐에서 태어났다.

## 영화
- 커브볼 (2020년)
- 하트 오브 스톤 (2016년)
- 더 큘페이블 (2015년)
- 집념의 검사 프리츠 바우어 (2015년)
- 나흐트람 (2012년) - 마르코 역
- 호텔 럭스 (2011년)
- 이프 낫 어스, 후? (2011년)
- 침묵(영어판) (2010년) - 데이비드 얀 역
- 10 세컨즈 (2008년)
- 팔레르모 슈팅 (2008년) - 줄리언 역
- 카운테스 (2008년)
- 바더 마인호프 (2008년)
- 고우 포 주커 (2004년)
- 불났을 땐 어쩌지? (2001년)
- 아나토미 (2000년)
- 냉정 (1999년)
- 팀 베를린 (1999년)